# Niebergall-Brunnen
Der Niebergall-Brunnen ist ein Brunnen und Denkmal in Darmstadt.

## Geschichte und Beschreibung
Der Niebergall-Brunnen wurde im Jahre 1930 fertiggestellt und von dem Bildhauer Well Habicht gestaltet.
Er steht am Rande der Großen Bachgasse auf der ehemaligen Insel.
Eine quadratische Steinsäule mit Niebergall-Relief und Figuren aus seinem literarischen Werk befinden sich im oberen Teil der Säule.
In der unteren Hälfte befindet sich ein rundes Trinkwasserbecken an der Säule, an der Rückseite eine Tiertränke. 
Der Wasserspeier aus Metall wurde als Tierkopf ausgearbeitet.